# Франциска Імбоден
Франциска Імбоден (ісп. Francisca Imboden, 31 липня 1972, Вінья-дель-Мар, Чилі) — чилійська акторка театру і кіно. Закінчила Католицький університет Чилі.

## Життєпис
Франциска Імбоден народилася 31 липня 1972 року. Закінчила Католицький університет Чилі (театральне мистецтво). Імбоден працює на телебаченні та знімається у кіно.

## Телебачення
- Хтось на тебе дивиться (2007)
- Де Еліса? (2009)